# Saint-Michel – Notre-Dame (stanice RER v Paříži)
Saint-Michel – Notre-Dame je podzemní nádraží příměstské železnice RER v Paříži, které se nachází v 5. obvodu na nábřeží Seiny pod Quai Saint-Michel. Slouží pro linku RER B společnosti RATP a linku RER C, kterou provozuje SNCF. Podzemními tunely je propojeno se stanicí Saint-Michel na lince 4 a se stanicí Cluny – La Sorbonne, kde je možné přestoupit na linku 10 pařížského metra.

## Historie
Nádraží bylo otevřeno 28. května 1900 u příležitosti světové výstavy. Trať podél Seiny, kterou dnes využívá linka RER C, vybudovala železniční společnost Paris-Orléans. Její ústřední nádraží Gare d'Austerlitz se nacházelo příliš daleko od centra, proto byla trať prodloužena podél řeky až do Nádraží Orsay. Nádraží obdrželo název Pont Saint-Michel podle nedalekého mostu a byl zde umožněn přestup na plánovanou linku 4 pařížského metra.
Nádraží bylo pro linku RER C dáno do provozu 26. září 1979 pod názvem Saint-Michel. Při té příležitosti bylo nástupiště mírně rozšířeno a vybaveno kamerami na pomoc při zavírání dveří.
Linka RER B v té době již byla v provozu, ovšem vlaky z technických důvodů ve stanici nezastavovaly. O napojení nádraží na trať ze směru od jihu uvažovali již stavitelé tratě spojující Paříž a město Sceaux. Tato trať měla konečnou nejprve ve stanici Denfert-Rochereau, později Luxembourg. Ovšem technické prostředky na počátku 20. století nedovolovaly použití parních lokomotiv v tunelu, který by musel být velmi strmý.
Tunel se proto začal razit až v 70. letech a v roce 1977 byla linka prodloužena ze stanice Luxembourg do Châtelet – Les Halles. Nicméně stanicí Saint-Michel vlaky pouze projížděly i přesto, že nástupiště již byla hotova. Podloží zde bylo velmi nestabilní a na vstupech do podzemí se začalo pracovat až v roce 1983 a práce byly dokončeny o pět let později. 17. února 1988 byla stanice otevřena i pro linku RER B. Při této příležitosti získala stanice svůj současný název Saint-Michel – Notre-Dame. Díky zprovoznění RER B byla otevřena i stanice metra Cluny – La Sorbonne na lince 10, která byla uzavřena od roku 1939.
Dne 25. července 1995 byl na stanici spáchán bombový atentát, když byla ve vlaku RER B umístěna nálož v balíku, která usmrtila 8 lidí a zranila 117 osob. Na místě, kde bomba explodovala, je pamětní deska připomínající tragédii.

## Vstupy
Ze stanice vede mnoho východů. Přímo od linky RER B jsou východy od katedrály Notre-Dame na ostrov Cité (4. obvod) až po Boulevard Saint-Germain (5. obvod). Od nástupiště RER C vedou podél Quai Saint-Michel (5. obvod) až na Quai des Grands-Augustins (6. obvod).